# Skowieszyn
Skowieszyn is een plaats in het Poolse district  Puławski, woiwodschap Lublin. De plaats maakt deel uit van de gemeente Końskowola en telt 751 inwoners.